# Dipartimento di Lavalleja
Il dipartimento di Lavalleja è uno dei 19 dipartimenti dell'Uruguay. La sua capitale è Minas, mentre la seconda città più grande è José Pedro Varela.

## Società

### Evoluzione demografica
Secondo il censimento del 2004, il dipartimento ha 60.925 abitanti e 20.737 nuclei familiari. La dimensione media dei nuclei familiari è di 2,9 persone. Per ogni 100 abitanti di sesso femminile ci sono 99,1 abitanti di sesso maschile.
- Tasso di crescita della popolazione: -0.157% (2004)
- Tasso di natalità: 14,57 nati/1.000 persone (2004)
- Tasso di mortalità: 10,49 morti/1.000 persone
- Età media: 34,8 (33,5 uomini, 36,1 donne)
- Aspettativa di vita alla nascita (2004):

| totale della popolazione: | 76,01 anni |
| uomini:                   | 71,87 anni |
| donne:                    | 80,31 anni |

- Dimensione media delle famiglie: 2,31 figli/madre
- Entrata media pro-capite: 4.316,8 pesos/mese

### Principali centri urbani
Elenco delle città con almeno mille abitanti (dati del censimento 2004 ove non espressamente indicato)
| Città                 | Popolazione |
| --------------------- | ----------- |
| José Batlle y Ordóñez | 2.424       |
| José Pedro Varela     | 5.332       |
| Mariscala             | 1.674       |
| Minas                 | 37.925      |
| Solís de Mataojo      | 2.676       |